# Richard Schulze-Kossens
Richard Schulze-Kossens (* 2. Oktober 1914 in Spandau; † 3. Juli 1988 in Düsseldorf) war ein deutscher SS-Offizier. Er wurde vor allem bekannt als zeitweiliger SS-Adjutant Adolf Hitlers, als Adjutant Joachim von Ribbentrops und als Leiter der SS-Junkerschule Bad Tölz.

## Leben und Wirken

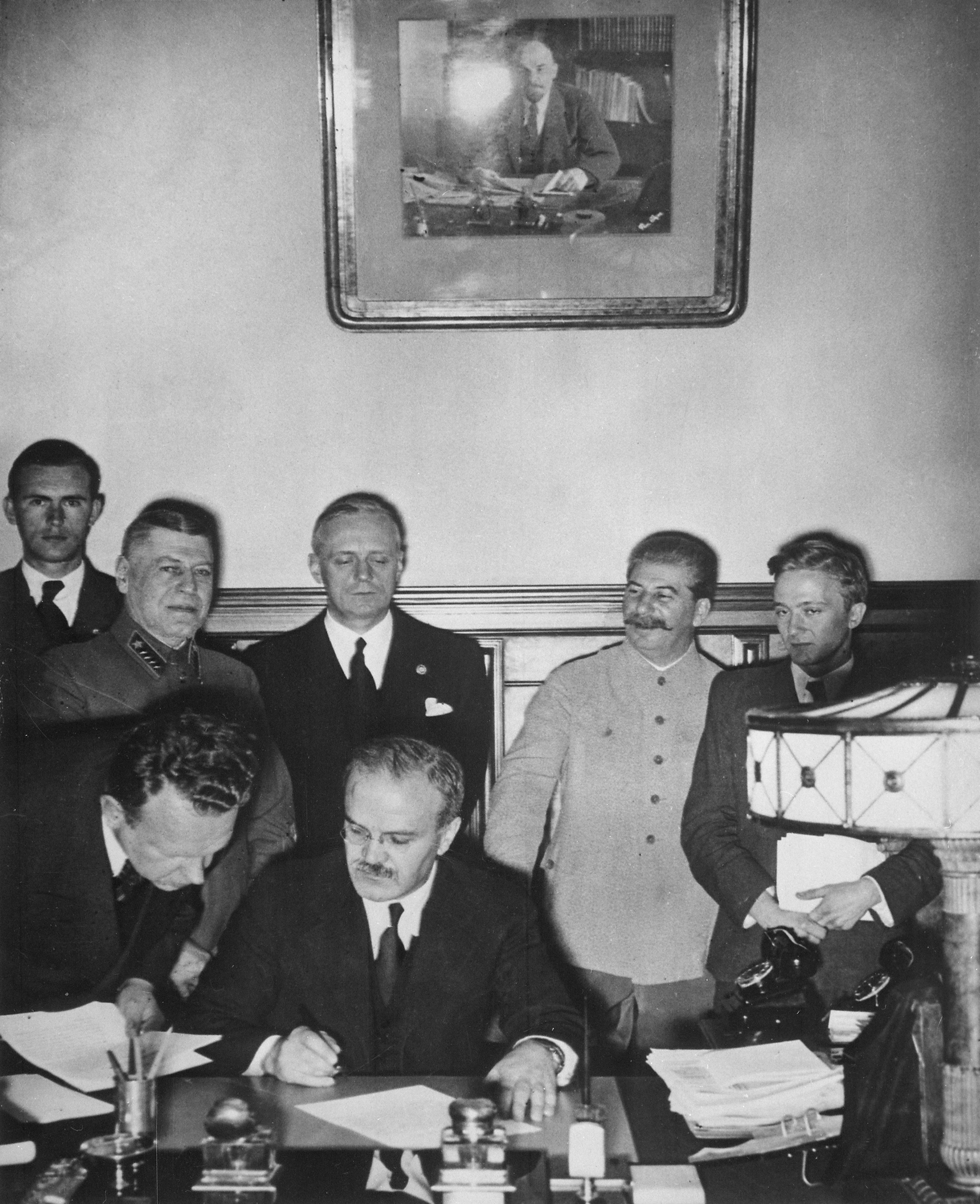
Schulze-Kossens (hintere Reihe, ganz links) als Zeuge bei der Unterzeichnung des „Deutsch-Sowjetischen Grenz- und Freundschaftsvertrags“ am 28. September 1939 in Moskau.

Schulze-Kossens wurde 1914 als Richard Schulze in Spandau geboren. Nach dem Besuch der Volksschule und des Gymnasiums, das er 1933 mit dem Abitur abschloss, trat er im November 1934 der SS bei (SS-Nr. 264.059), nachdem er bereits 1931 Mitglied der Hitlerjugend geworden war. Dort kam er zunächst zur 6. SS-Standarte in Berlin, der Leibstandarte SS Adolf Hitler, bevor er der SS-Verfügungstruppe zugewiesen wurde. Es folgten die Teilnahme an einem Führeranwärter-Lehrgang in Jüterbog (November 1934 bis März 1935) und, vom April 1935 bis Februar 1936, der Besuch der SS-Junkerschule in Bad Tölz. Nach dem Besuch eines Zugführerlehrgangs in Dachau übernahm Schulze als Zugführer das Kommando über den II. Sturmbann der SS-Totenkopfstandarte Elbe in Lichtenburg, bevor er im März 1937 in den Stab von SS-Gruppenführer Theodor Eicke wechselte, in dem er bis Juli blieb. Während dieser Zeit trat er am 1. Mai 1937, wohl unter dem Einfluss Eickes, auch der NSDAP bei.
Vom Juli 1937 bis November 1938 bekleidete Schulze-Kossens den Posten des Adjutanten der 3. SS-Totenkopfstandarte „Thüringen“, um danach in derselben Einheit bis April als Hundertschaftsführer zu agieren.
Im April 1939 kam Schulze in das SS-Hauptamt in Berlin, wo er Adjutant August Heissmeyers wurde. Am 8. Juni 1939 wurde er zum Adjutanten des damaligen Außenministers Joachim von Ribbentrop bestellt, den er im August desselben Jahres anlässlich der Unterzeichnung des Hitler-Stalin-Paktes nach Moskau begleitete.
Im Februar 1940 wurde Schulze zur Leibstandarte SS Adolf Hitler versetzt und im April mit dem Kommando der 2. Kompanie der Truppe betraut. Nach einer Verwundung im Juni 1940 während des Westfeldzuges wurde er bis August erneut im Stab von Ribbentrop beschäftigt, um danach abermals vom August 1940 bis zum August 1941 sein SS-Kommando zu führen. 1941 nahm er am Balkanfeldzug und am deutschen Angriff auf die Sowjetunion teil, um nach einer Verwundung (Kugel im linken Oberarm, Granatsplitter im rechten Unterarm) im Oktober 1941 als Ordonnanzoffizier (SS-Adjutant) in den Stab von Adolf Hitler zu wechseln, in dem er unter verschiedenen Rangbezeichnungen (u. a. vom Oktober 1941 bis Oktober 1942 als Ordonnanzoffizier, Oktober 1942 bis Oktober 1943 als „persönlicher Adjutant“) bis zum Dezember 1944 verblieb. Sein Hauptaufenthaltsort in diesen Jahren war Hitlers Hauptquartier in Ostpreußen, die so genannte Wolfsschanze. In diesem Zusammenhang nahm er als Vertreter der SS ab August 1942 an fast allen Lagebesprechungen im Führerhauptquartier in der Wolfsschanze teil und nahm Hitlers Befehle entgegen, die die Waffen-SS betrafen, um sie an Himmler weiterzuleiten.
Beim Attentat vom 20. Juli 1944 gehörte Schulze-Kossens zu den 14 Personen, die während des Sprengstoffattentats von Claus Schenk Graf von Stauffenberg auf Hitler in der Lagebesprechungsbaracke des Führerhauptquartiers Wolfsschanze anwesend waren, in der Stauffenberg seine Bombe zündete. Im Spätsommer 1944 wurde Schulze-Kossens zum Obersturmbannführer befördert und zum Kommandeur der SS-Junkerschule in Bad Tölz in Bayern, eine Ausbildungsstätte für die künftige „Führerelite“ der SS, ernannt, die er vom Januar bis März 1945 führte. Nachdem er vom Dezember 1944 bis Januar 1945 bereits das II. Bataillon des SS-Panzer-Grenadier-Regiments 25 der 12. SS-Panzer-Division „Hitlerjugend“ in der Ardennenoffensive geführt hatte, wurde Schulze im März 1945 zum Kommandeur der 38. SS-Grenadier-Division „Nibelungen“ berufen, die er bis zum März führte und die die letzte vor dem Kriegsende aufgestellte SS-Einheit war.
Nach dem Krieg verbrachte Schulze-Kossens drei Jahre in 13 amerikanischen Internierungslagern.  1948 trat er als Zeuge im Rahmen des amerikanischen Militärgerichtsprozesses gegen Ribbentrops Staatssekretär Ernst von Weizsäcker auf. 1951 war Schulze-Kossens – neben Otto Kumm, Felix Steiner und Paul Hausser – einer der vier Gründer der Hilfsgemeinschaft auf Gegenseitigkeit der Soldaten der ehemaligen Waffen-SS (HIAG). 1985 war Schulze-Kossens im Beirat des HIAG-Bundesvorstands.
Nach der Gründung der Bundesrepublik betätigte Schulze-Kossens sich als Kaufmann und Schriftsteller. In den 1970er Jahren wurde er einer breiteren Öffentlichkeit durch seine Mitwirkungen an einigen Dokumentationen über die Zeit des Nationalsozialismus bekannt, so an der britischen Produktion Inside the Third Reich. Seine schriftstellerischen Arbeiten – die im Wesentlichen um die Geschichte der Waffen-SS und zumal der von ihm geleiteten Junkerschule in Bad Tölz kreisten – wurden von der Kritik mehrheitlich als „klassisch apologetische Geschichtsverbiegungen“ gewertet. Während der Bitburg-Kontroverse 1985 beschwerte sich Schulze-Kossens bei Heinz Höhne über eine Veröffentlichung Höhnes im Spiegel. Der Historiker Karsten Wilke sieht Schulze-Kossens’ Anliegen darin, „die auf persönlicher Erfahrung beruhende Deutung der Vergangenheit mit einer Apologie der Waffen-SS und des Nationalsozialismus einer auf die Verbrechen fokussierte Lesart der NS-Zeit entgegenzusetzen.“ In den 1980er Jahren trat Schulze-Kossens darüber hinaus noch durch seine öffentlich geäußerten Zweifel an der Authentizität der sogenannten „Hitler-Tagebücher“ hervor.
Mit Blick auf die Waffen-SS beharrte Schulze-Kossens darauf, dass diese mit Gräueln nichts zu tun gehabt hätte. An Interviews zu diesem Thema weigerte er sich indessen teilzunehmen, da er meinte, dass der Versuch, sich vom Vorwurf, die SS habe Gräuel begangen, zu distanzieren, den irrigen Eindruck erwecken würde, er versuche etwas zu vertuschen. Außerdem meinte er, er könne es nicht erlauben, dass „unsere Truppen […] als [eine] Soldateska“ dargestellt würden, die eine „Serie von Kriegsverbrechen begangen“ habe.
Pomorin, Junge und Biemann unterstellten zudem in ihrem Buch Geheime Kanäle – Der Nazi-Mafia auf der Spur, dass Schulze-Kossens eine „Hauptfigur in den internationalen Beziehungen der ehemaligen SS-Angehörigen“ sei. So habe er in der Nähe seiner alten Wirkungsstätte in Bad Tölz Konferenzen ehemaliger SS-Leute geleitet: „Im Oktober 1976 zum Beispiel fand dort eine solche Beratung mit 600 ehemaligen SS-Leuten statt.“ Außerdem habe Schulze-Kossens nach dem Krieg an „entscheidenden Hebeln in der Untergrundbewegung gesessen“. Die HIAG würden ihn im Übrigen mit „viel Geheimhaltung umgeben“, was „seinen Grund habe“, denn: „Schulze-Kossens gilt als einer der Beauftragten von ODESSA.“
1988 starb Schulze-Kossens infolge einer Lungenkrebs-Erkrankung. Sein Begräbnis wurde nach Angaben der New York Times in einem Artikel vom 11. Juli 1988, die sich auf einen Bericht der Welt berief, von mehr als 100 ehemaligen SS-Angehörigen besucht, darunter Hitlers Adjutant Otto Günsche sowie Himmlers Helfer Werner Grothmann, der einer von zwei ehemaligen Offizieren gewesen sei, die Lobreden gehalten hätten.

## Schulze-Kossens als Zeuge in der Holocaust-Forschung
In der Holocaust-Forschung wurde Schulze-Kossens verschiedentlich als Gewährsmann für die These bemüht, der Holocaust sei tatsächlich ein „Projekt Himmlers“ gewesen, von dem Hitler nichts gewusst habe. David Irving, der prominenteste Vertreter dieser Behauptung, verweist zu ihrer Untermauerung in mehreren seiner Bücher darauf, dass Schulze-Kossens von 1942 bis 1944 allen Besprechungen Hitlers mit Himmler beigewohnt habe und ihm gegenüber ausgesagt habe, dass dabei niemals eine Ermordung der Juden erörtert oder auch nur erwähnt worden sei. Am 9. Juni 1977 brachte er Schulze-Kossens sogar in die im englischen Fernsehen damals sehr populäre Talksendung von David Frost mit, um ihn in diesem Sinne „Zeugnis ablegen zu lassen“.
Der Historiker Richard Evans hält Irvings Berufung auf Schulze-Kossens eine später von ihm, Evans, selbst durchgeführte genauere Befragung Schulze-Kossens zu dem Sachverhalt entgegen: In einem Gutachten über David Irving, Hitler and Holocaust Denial schreibt Evans: „Richard Schulze-Kossens sagte mir, dass ihm nicht bewusst gewesen sei, dass Irving in seinem Buch behauptet habe, dass Hitler nichts [von der Vernichtung der Juden] gewusst habe. [Zur Richtigstellung hab er ihm, Evans gegenüber ausgesagt] ’Ich dachte, dass es [Irvings Buch] nur feststellen würde, dass Hitler nicht den Befehl zur Vernichtung gegeben habe. Man muss natürlich zu dem Schluss kommen, dass er davon wusste – Ich kann nicht glauben, ich kannte Himmler ja schließlich, dass er [eine Maßnahme von dieser Größenordnung] auf eigene Faust durchgeführt hätte.“ Demnach stellte Schulze-Kossens – anders als von Irving dargestellt – lediglich die (an sich schon ziemlich unwahrscheinliche) Behauptung auf, dass Hitler und Himmler sich niemals über die Judenvernichtung unterhalten hätten, räumt aber ausdrücklich ein, dass Hitler unabhängig davon, ob er nun mit Himmler darüber gesprochen hat oder nicht, von den großangelegten Mordaktionen an den Juden gewusst hat.

## Familie
Schulze-Kossens hatte einen jüngeren Bruder, Hans-Georg Schulze (* 11. September 1917 in Berlin; † 27. Juli 1941 bei Wlaschin), der als SS-Obersturmführer (SS-Nr. 270.844) in der 1. Kompanie der Leibstandarte SS Adolf Hitler in Russland fiel.
Nach dem Krieg heiratete Schulze-Kossens.

## Beförderungsstufen und Kriegsauszeichnungen
Beförderungsstufen: SS-Anwärter (9. November 1934), SS-Junker (1. April 1935), SS-Standartenjunker (9. November 1935), SS-Standartenoberjunker (10. Februar 1936), SS-Untersturmführer (20. April 1936), SS-Obersturmführer (9. November 1938), SS-Hauptsturmführer der Waffen-SS (1. August 1940), SS-Sturmbannführer der Waffen-SS (24. Februar 1943).
Kriegsauszeichnungen: Eisernes Kreuz II. Klasse (1939), Eisernes Kreuz I. Klasse (1940); Deutsches Kreuz in Gold als SS-Hauptsturmführer (26. Dezember 1941); Nahkampfspange I. Stufe (Bronze); Infanterie-Sturmabzeichen in Bronze; Verwundetenabzeichen (1939 in Schwarz, 1941 in Silber); Goldenes Hitler-Jugend Ehrenzeichen; Ehrendegen des Reichsführers SS, Totenkopfring der SS; Julleuchter der SS; Militärorden für Tapferkeit im Krieg 4. Klasse (Bulgarischer Orden), Orden des Freiheitskreuzes 4. Klasse (Finnland).

## Schriften
- Richard Schulze-Kossens: Militärischer Führernachwuchs der Waffen-SS. Die Junkerschulen. Osnabrück 1982. (Zweite, erweiterte Auflage, 1987) Munin-Verlag.
- Richard Schulze-Kossens und Heinz Ertel: Europäische Freiwillige im Bild. 1986. Munin-Verlag.
- Richard Schulze-Kossens: Rede von Richard Schulze-Kossens für das 1978 vorgesehene Treffen ehemaliger Junker, s.l.e.a. (veröffentlicht ca. 1988).
- Richard Schulze-Kossens und Dermot Bradley (Hrsg.): Tätigkeitsbericht des Chefs des Heerespersonalamtes General der Infanterie Rudolf Schmundt. 1.10.1942–29.10.1944. Fortgeführt von Wilhelm Burgdorf. Osnabrück 1984.

## Videos
- Eva Braun – Hitlers Geliebte. Die Private Filmsammlung von Eva Braun, Filmlabor Beeken 1992. (Kommentator)